# Radkóvölgye
Radkóvölgye (horvátul: Ratkov Dol) falu Horvátországban, Eszék-Baranya megyében. Közigazgatásilag Névnához tartozik.

## Fekvése
Eszéktől légvonalban 52, közúton 71 km-re délnyugatra, Diakovártól légvonalban 21, közúton 30 km-re nyugatra, községközpontjától 6 km-re délnyugatra, Szlavónia középső részén, a Dilj-hegység északkeleti lejtőin, a Đuravovac-patak partján a Pozsegát Diakovárral összekötő úttól délre fekszik.

## Története
1422-ben „Rathkvelge in districtu Werhewna” néven említik először, 1428-ban „Radkwelge”, 1474-ben „Radkowchye” alakban szerepel a korabeli oklevelekben. Névna várának tartozéka volt. A település neve minden bizonnyal összefüggésben van a tőle keletre emelkedő magaslaton épített középkori várral, melyet Ratkovacnak, vagy Radanovacnak neveztek. A várrom jól látható az első katonai felmérés térképén. A várat a török lerombolta amikor 1536-ban elfoglalta, a falu azonban megmaradt. A katonai felmérés térképe a vártól északkeletre egy templomromot is ábrázol, mely a középkori falu temploma lehetett. A török uralom idejére a faluban csak két katolikus horvát család maradt, akik mellé Boszniából pravoszláv vlachokat telepítettek. Ezután már ők alkották a lakosság többségét. A török kiűzésekor a faluban kilenc lakott ház maradt, melyek közül kettőben laktak horvátok. A 18. században ez a két horvát család is elköltözött, így a falu pravoszláv település maradt. 1758-ban 15 lakott ház állt itt és ez a szám a 19. század elejéig nem emelkedett.
Az első katonai felmérés térképén „Ratkov Doll” néven található. Lipszky János 1808-ban Budán kiadott repertóriumában „Ratkovdol” néven szerepel. Nagy Lajos 1829-ben kiadott művében „Ratkovdol” néven 39 házzal, 222 ortodox vallású lakossal találjuk.
A településnek 1857-ben 137, 1910-ben 154 lakosa volt. Verőce vármegye Diakovári járásának része volt. Az 1910-es népszámlálás adatai szerint lakosságának 99%-a szerb anyanyelvű volt. Az első világháború után 1918-ban az új szerb-horvát-szlovén állam, majd később (1929-ben) Jugoszlávia része lett. 1991-től a független Horvátországhoz tartozik. 1991-ben lakosságának 98%-a szerb nemzetiségű volt. 2011-ben a településnek 28 lakosa volt, többnyire idős emberek.

## Lakossága
| Lakosság változása | Lakosság változása | Lakosság változása | Lakosság változása | Lakosság változása | Lakosság változása | Lakosság változása | Lakosság változása | Lakosság változása | Lakosság változása | Lakosság változása | Lakosság változása | Lakosság változása | Lakosság változása | Lakosság változása | Lakosság változása |
| ------------------ | ------------------ | ------------------ | ------------------ | ------------------ | ------------------ | ------------------ | ------------------ | ------------------ | ------------------ | ------------------ | ------------------ | ------------------ | ------------------ | ------------------ | ------------------ |
| 1857               | 1869               | 1880               | 1890               | 1900               | 1910               | 1921               | 1931               | 1948               | 1953               | 1961               | 1971               | 1981               | 1991               | 2001               | 2011               |
| 137                | 130                | 125                | 146                | 130                | 154                | 140                | 154                | 130                | 135                | 113                | 66                 | 55                 | 46                 | 32                 | 28                 |

## Nevezetességei
- A faluban csak egy pravoszláv harangláb áll.
- Ratkovac várának mára felszíni nyoma nem maradt. Építési ideje ismeretlen, azt csak régészeti feltárás tisztázhatná.